# マチュー・ジャリベール
マチュー・ジャリベール（Matthieu Jalibert、1998年11月6日 - ）は、トップ14ユニオン・ボルドー・ベグルに所属するラグビーユニオン選手。

## プロフィール
- フランス・サン＝ジェルマン＝アン＝レー出身[1]。
- ポジションはスタンドオフ(SO)。
- 身長 180cm、体重 86kg
- U20フランス代表に選ばれたことがある[2]。
- フランス代表キャップは9（2021年2月現在）。

## 略歴
2017年、ボルドーに加入。